# Pietro Ghedin
Pietro Ghedin (Scorzè, 21 novembre 1952) è un allenatore di calcio ed ex calciatore italiano, di ruolo difensore.

## Carriera

### Giocatore

Ghedin (in piedi, terzo da destra) nella Lazio 1976-1977

Esordì nel Venezia Calcio a livello professionistico all'età di 16 anni con allenatore Giorgio Sereni. Giocò nella Fiorentina dal 1970 al 1972 con allenatori Pesaola, Pugliese e Liedholm; perse una finale di Coppa Mitropa. Dal 1974 al 1979 ha militato nella Lazio con allenatori Tommaso Maestrelli, Luis Vinicio, Corsini e Bob Lovati, per poi tornare dal prestito del Pescara Calcio (1 anno), nel 1980-1981. Nella carriera giovanile ha giocato anche nelle nazionali giovanili italiane Under-18 e Under-21, e vincendo poi il mondiale in Congo con la nazionale militari (1973).
Ghedin è ricordato, oltre che per la sua carriera calcistica, per essere stato insieme a Luciano Re Cecconi, all'epoca compagno di squadra nella Lazio, la sera del 18 gennaio 1977, giorno in cui Cecco fu ucciso in circostanze mai del tutto chiarite. La versione ufficiale secondo cui il colpo di pistola fatale venne esploso in seguito ad un maldestro scherzo in cui lo stesso Re Cecconi si finse un rapinatore è ancora oggi messa in dubbio non solo da amici, colleghi e familiari della vittima ma anche da molte ricostruzioni e inchieste postume. Sempre secondo la stessa la prontezza nell'alzare le mani evitò a Ghedin la stessa fine.

### Allenatore
La carriera da allenatore è iniziata nella S.S Lazio con le giovanili per 2 anni, per poi passare in FIGC dove allenò anche l'Under 18 maschile. Collaborò al Mondiale Italia 1990 con Azeglio Vicini e nel 1992 alle Olimpiadi di Barcellona con Cesare Maldini. Nel 1996 è stato ancora al fianco di Cesare Maldini nelle Olimpiadi di Atlanta come allenatore dei portieri. È stato allenatore in seconda della Nazionale guidata da Cesare Maldini al Mondiale del 1998, di quella guidata da Dino Zoff all'Europeo del 2000 ed infine di quella guidata da Giovanni Trapattoni al Mondiale del 2002 e all'Europei del 2004; prima ancora è stato uno dei pochi allenatori italiani di Nazionali straniere, in tal caso di Malta, e dal 2005 al 2012 ha allenato la Nazionale italiana femminile, per poi tornare ad allenare Malta dove fino al 2017 ha svolto il compito di allenatore della nazionale maggiore maschile.

## Statistiche

### Statistiche da allenatore

#### Panchine come commissario tecnico della nazionale italiana femminile
| Cronologia completa delle presenze e delle reti in nazionale ― Italia | Cronologia completa delle presenze e delle reti in nazionale ― Italia | Cronologia completa delle presenze e delle reti in nazionale ― Italia | Cronologia completa delle presenze e delle reti in nazionale ― Italia | Cronologia completa delle presenze e delle reti in nazionale ― Italia | Cronologia completa delle presenze e delle reti in nazionale ― Italia | Cronologia completa delle presenze e delle reti in nazionale ― Italia                                            | Cronologia completa delle presenze e delle reti in nazionale ― Italia |
| Data                                                                  | Città                                                                 | In casa                                                               | Risultato                                                             | Ospiti                                                                | Competizione                                                          | Reti | Note                                                                  |
| --------------------------------------------------------------------- | --------------------------------------------------------------------- | --------------------------------------------------------------------- | --------------------------------------------------------------------- | --------------------------------------------------------------------- | --------------------------------------------------------------------- | --- | --------------------------------------------------------------------- |
| 7-9-2005                                                              | Zwolle                                                                | Paesi Bassi                                                           | 0 – 2                                                                 | Italia                                                                | Amichevole                                                            | - |                                                                       |
| 24-9-2005                                                             | Monza                                                                 | Italia                                                                | 3 – 1                                                                 | Ucraina                                                               | Qual. Mondiali 2007                                                   | Tatiana Zorri Patrizia Panico Teresina Marsico                                                                   |                                                                       |
| 29-10-2005                                                            | Bergen                                                                | Norvegia                                                              | 1 – 0                                                                 | Italia                                                                | Qual. Mondiali 2007                                                   | - |                                                                       |
| 2-11-2005                                                             | Sesto al Reghena                                                      | Italia                                                                | 6 – 0                                                                 | Serbia e Montenegro                                                   | Qual. Mondiali 2007                                                   | 2 Valentina Boni 2 Patrizia Panico Teresina Marsico Tatiana Zorri                                                |                                                                       |
| 8-3-2006                                                              | Isernia                                                               | Italia                                                                | 4 – 0                                                                 | Scozia                                                                | Amichevole                                                            | - |                                                                       |
| ?-3-2006                                                              | Venafro                                                               | Italia                                                                | 1 – 0                                                                 | Giappone                                                              | Amichevole                                                            | - |                                                                       |
| 29-3-2006                                                             | Aversa                                                                | Italia                                                                | 2 – 0                                                                 | Grecia                                                                | Qual. Mondiali 2007                                                   | Tatiana Zorri Michela Greco                                                                                      |                                                                       |
| 22-4-2006                                                             | Atene                                                                 | Grecia                                                                | 0 – 5                                                                 | Italia                                                                | Qual. Mondiali 2007                                                   | 4 Patrizia Panico (1 rig.) Sara Di Filippo                                                                       |                                                                       |
| 17-6-2006                                                             | Mariupol'                                                             | Ucraina                                                               | 2 – 1                                                                 | Italia                                                                | Qual. Mondiali 2007                                                   | Teresina Marsico                                                                                                 |                                                                       |
| 21-6-2006                                                             | Belgrado                                                              | Serbia e Montenegro                                                   | 0 – 7                                                                 | Italia                                                                | Qual. Mondiali 2007                                                   | 2 Tatiana Zorri Sara Di Filippo 3 Teresina Marsico Carolina Pini                                                 |                                                                       |
| 25-6-2006                                                             | Toronto                                                               | Canada                                                                | 2 – 1                                                                 | Italia                                                                | Amichevole                                                            | - |                                                                       |
| 3-8-2006                                                              | Krefeld                                                               | Germania                                                              | 5 – 0                                                                 | Italia                                                                | Amichevole                                                            | - |                                                                       |
| 9-9-2006                                                              | Dublino                                                               | Irlanda                                                               | 0 – 1                                                                 | Italia                                                                | Amichevole                                                            | - |                                                                       |
| 23-9-2006                                                             | Rimini                                                                | Italia                                                                | 1 – 2                                                                 | Norvegia                                                              | Qual. Mondiali 2007                                                   | Patrizia Panico                                                                                                  |                                                                       |
| 28-10-2006                                                            | Seul                                                                  | Italia                                                                | 2 – 3                                                                 | Canada                                                                | Amichevole                                                            | - |                                                                       |
| 1-11-2006                                                             | Changwon                                                              | Corea del Sud                                                         | 1 – 2                                                                 | Italia                                                                | Amichevole                                                            | - |                                                                       |
| 21-2-2007                                                             | Almere                                                                | Paesi Bassi                                                           | 2 – 0                                                                 | Italia                                                                | Amichevole                                                            | - |                                                                       |
| 7-3-2007                                                              | Lagos                                                                 | Islanda                                                               | 1 – 2                                                                 | Italia                                                                | Algarve Cup 2007 - Girone                                             | Pamela Conti Patrizia Panico                                                                                     |                                                                       |
| 9-3-2007                                                              | Lagos                                                                 | Portogallo                                                            | 0 – 1                                                                 | Italia                                                                | Algarve Cup 2007 - Girone                                             | Pamela Conti |                                                                       |
| 12-3-2007                                                             | Silves                                                                | Italia                                                                | 4 – 1                                                                 | Irlanda                                                               | Algarve Cup 2007 - Girone                                             | Patrizia Panico 2 Silvia Fuselli Sara Gama                                                                       |                                                                       |
| 14-3-2007                                                             | Olhão                                                                 | Italia                                                                | 1 – 0                                                                 | Germania                                                              | Algarve Cup 2007 - 7º/8º posto                                        | Silvia Fuselli                                                                                                   |                                                                       |
| 6-4-2007                                                              | Perth                                                                 | Scozia                                                                | 2 – 1                                                                 | Italia                                                                | Amichevole                                                            | - |                                                                       |
| 5-5-2007                                                              | Trento                                                                | Italia                                                                | 0 – 2                                                                 | Svezia                                                                | Qual. Euro 2009                                                       | - | Cap: P. Panico                                                        |
| 30-5-2007                                                             | Dublino                                                               | Irlanda                                                               | 1 – 2                                                                 | Italia                                                                | Qual. Euro 2009                                                       | Venusia Paliotti Patrizia Panico                                                                                 | Cap: P. Panico                                                        |
| 1-7-2007                                                              | Qinhuangdao                                                           | Messico                                                               | 2 – 2                                                                 | Italia                                                                | Amichevole                                                            | - |                                                                       |
| 4-7-2007                                                              | Shenyang                                                              | Italia                                                                | 5 – 0                                                                 | Thailandia                                                            | Amichevole                                                            | - |                                                                       |
| 7-7-2007                                                              | Qinhuangdao                                                           | Cina                                                                  | 3 – 1                                                                 | Italia                                                                | Amichevole                                                            | - |                                                                       |
| 10-7-2007                                                             | Shenyang                                                              | Italia                                                                | 2 – 1                                                                 | Thailandia                                                            | Amichevole                                                            | - |                                                                       |
| 27-7-2007                                                             | Bük                                                                   | Ungheria                                                              | 1 – 3                                                                 | Italia                                                                | Qual. Euro 2009                                                       | Roberta D'Adda Patrizia Panico Alessia Tuttino                                                                   | Cap: P. Panico                                                        |
| 31-7-2007                                                             | Parma                                                                 | Italia                                                                | 5 – 0                                                                 | Romania                                                               | Qual. Euro 2009                                                       | Valentina Boni Patrizia Panico 2 Venusia Paliotti Melania Gabbiadini                                             | Cap: P. Panico                                                        |
| 30-1-2008                                                             | Martigues                                                             | Francia                                                               | 1 – 0                                                                 | Italia                                                                | Amichevole                                                            | - |                                                                       |
| 16-2-2008                                                             | Villacidro                                                            | Italia                                                                | 4 – 1                                                                 | Irlanda                                                               | Qual. Euro 2009                                                       | Silvia Fuselli Melania Gabbiadini Patrizia Panico Pamela Conti                                                   | Cap: P. Panico                                                        |
| 5-3-2008                                                              | Alvor                                                                 | Norvegia                                                              | 4 – 2                                                                 | Italia                                                                | Algarve Cup 2008 - Girone                                             | Patrizia Panico Melania Gabbiadini                                                                               |                                                                       |
| 7-3-2008                                                              | Alvor                                                                 | Stati Uniti                                                           | 2 – 0                                                                 | Italia                                                                | Algarve Cup 2008 - Girone                                             | - |                                                                       |
| 10-3-2008                                                             | Loulé                                                                 | Cina                                                                  | 0 – 2                                                                 | Italia                                                                | Algarve Cup 2008 - Girone                                             | Pamela Conti Patrizia Panico                                                                                     |                                                                       |
| 12-3-2008                                                             | Olhão                                                                 | Svezia                                                                | 3 – 0                                                                 | Italia                                                                | Algarve Cup 2008 - 5º/6º posto                                        | - |                                                                       |
| 9-4-2008                                                              | Nyon                                                                  | Svizzera                                                              | 0 – 0                                                                 | Italia                                                                | Amichevole                                                            | - |                                                                       |
| 7-5-2008                                                              | Örebro                                                                | Svezia                                                                | 1 – 0                                                                 | Italia                                                                | Qual. Euro 2009                                                       | - | Cap: P. Panico                                                        |
| 24-5-2008                                                             | Buftea                                                                | Romania                                                               | 1 – 6                                                                 | Italia                                                                | Qual. Euro 2009                                                       | 2 Melania Gabbiadini Patrizia Panico Tatiana Zorri (rig.) Pamela Conti Silvia Fuselli                            | Cap: P. Panico                                                        |
| 15-6-2008                                                             | Suwon                                                                 | Brasile                                                               | 2 – 1                                                                 | Italia                                                                | Amichevole                                                            | - |                                                                       |
| 17-6-2008                                                             | Suwon                                                                 | Australia                                                             | 3 – 0                                                                 | Italia                                                                | Amichevole                                                            | - |                                                                       |
| 19-6-2008                                                             | Suwon                                                                 | Stati Uniti                                                           | 2 – 0                                                                 | Italia                                                                | Amichevole                                                            | - |                                                                       |
| 2-10-2008                                                             | Montereale Valcellina                                                 | Italia                                                                | 3 – 0                                                                 | Ungheria                                                              | Qual. Euro 2009                                                       | 3 Elisabetta Tona                                                                                                | Cap: P. Panico                                                        |
| 25-10-2008                                                            | Praga                                                                 | Rep. Ceca                                                             | 0 – 1                                                                 | Italia                                                                | Qual. Euro 2009 - Play-off                                            | Patrizia Panico                                                                                                  | Cap: P. Panico                                                        |
| 29-10-2008                                                            | Gubbio                                                                | Italia                                                                | 2 – 1                                                                 | Rep. Ceca                                                             | Qual. Euro 2009 - Play-off                                            | Tatiana Zorri (rig.) Patrizia Panico                                                                             | Cap: P. Panico                                                        |
| 31-1-2009                                                             | Sydney                                                                | Australia                                                             | 2 – 2                                                                 | Italia                                                                | Amichevole                                                            | - |                                                                       |
| 7-2-2009                                                              | Canberra                                                              | Australia                                                             | 1 – 5                                                                 | Italia                                                                | Amichevole                                                            | - |                                                                       |
| 8-4-2009                                                              | Kilmarnock                                                            | Scozia                                                                | 1 – 4                                                                 | Italia                                                                | Amichevole                                                            | - |                                                                       |
| 28-5-2009                                                             | Helsinki                                                              | Finlandia                                                             | 3 – 2                                                                 | Italia                                                                | Amichevole                                                            | - |                                                                       |
| 25-8-2009                                                             | Lahti                                                                 | Inghilterra                                                           | 1 – 2                                                                 | Italia                                                                | Euro 2009 - Girone                                                    | Patrizia Panico Alessia Tuttino                                                                                  | Cap: P. Panico                                                        |
| 28-8-2009                                                             | Turku                                                                 | Italia                                                                | 0 – 2                                                                 | Svezia                                                                | Euro 2009 - Girone                                                    | - | Cap: P. Panico                                                        |
| 31-8-2009                                                             | Helsinki                                                              | Russia                                                                | 0 – 2                                                                 | Italia                                                                | Euro 2009 - Girone                                                    | Melania Gabbiadini Tatiana Zorri                                                                                 | Cap: P. Panico                                                        |
| 4-9-2009                                                              | Lahti                                                                 | Germania                                                              | 2 – 1                                                                 | Italia                                                                | Euro 2009 - Quarti di finale                                          | Patrizia Panico                                                                                                  | Cap: P. Panico                                                        |
| 19-9-2009                                                             | Domžale                                                               | Slovenia                                                              | 0 – 8                                                                 | Italia                                                                | Qual. Mondiali 2011                                                   | 3 Pamela Conti 2 Melania Gabbiadini Marta Carissimi Silvia Fuselli Patrizia Panico                               | Cap: P. Panico                                                        |
| 23-9-2009                                                             | Rieti                                                                 | Italia                                                                | 2 – 0                                                                 | Portogallo                                                            | Qual. Mondiali 2011                                                   | 2 Patrizia Panico                                                                                                | Cap: P. Panico                                                        |
| 24-10-2009                                                            | Erevan                                                                | Armenia                                                               | 0 – 8                                                                 | Italia                                                                | Qual. Mondiali 2011                                                   | Elisabetta Tona 2 Pamela Conti (1 rig.) 2 Sara Gama Silvia Fuselli Viviana Schiavi Patrizia Panico               | Cap: P. Panico                                                        |
| 25-11-2009                                                            | Francavilla al Mare                                                   | Italia                                                                | 7 – 0                                                                 | Armenia                                                               | Qual. Mondiali 2011                                                   | Elisabetta Tona Pamela Conti 2 Melania Gabbiadini 2 Patrizia Panico Elisa Camporese (rig.)                       | Cap: P. Panico                                                        |
| 24-2-2010                                                             | Nicosia                                                               | Nuova Zelanda                                                         | 1 – 0                                                                 | Italia                                                                | Cyprus Cup 2010 - Girone                                              | - |                                                                       |
| 26-2-2010                                                             | Larnaca                                                               | Italia                                                                | 2 – 0                                                                 | Scozia                                                                | Cyprus Cup 2010 - Girone                                              | Giulia Domenichetti Alessia Tuttino                                                                              |                                                                       |
| 1-3-2010                                                              | Nicosia                                                               | Italia                                                                | 1 – 1                                                                 | Paesi Bassi                                                           | Cyprus Cup 2010 - Girone                                              | Carolina Pini |                                                                       |
| 3-3-2010                                                              | Nicosia                                                               | Inghilterra                                                           | 3 – 2                                                                 | Italia                                                                | Cyprus Cup 2010 - 5º/6º posto                                         | Rachel Brown (aut.) Elisa Camporese                                                                              |                                                                       |
| 27-3-2010                                                             | Tocha                                                                 | Portogallo                                                            | 1 – 4                                                                 | Italia                                                                | Qual. Mondiali 2011                                                   | Elisabetta Tona Patrizia Panico Elisa Camporese                                                                  | Cap: P. Panico                                                        |
| 31-3-2010                                                             | Ascoli Piceno                                                         | Italia                                                                | 1 – 1                                                                 | Finlandia                                                             | Qual. Mondiali 2011                                                   | Melania Gabbiadini                                                                                               | Cap: P. Panico                                                        |
| 19-5-2010                                                             | Stettino                                                              | Polonia                                                               | 1 – 5                                                                 | Italia                                                                | Amichevole                                                            | - |                                                                       |
| 19-6-2010                                                             | Montereale Valcellina                                                 | Italia                                                                | 6 – 0                                                                 | Slovenia                                                              | Qual. Mondiali 2011                                                   | Melania Gabbiadini Giulia Domenichetti Elisa Camporese (rig.) Natalija Golob (aut.) Pamela Conti Patrizia Panico | Cap: P. Panico                                                        |
| 23-6-2010                                                             | Vantaa                                                                | Finlandia                                                             | 1 – 3                                                                 | Italia                                                                | Qual. Mondiali 2011                                                   | Pamela Conti Melania Gabbiadini Alice Parisi (rig.)                                                              | Cap: P. Panico                                                        |
| 11-9-2010                                                             | Besançon                                                              | Francia                                                               | 0 – 0                                                                 | Italia                                                                | Qual. Mondiali 2011 - Play-off                                        | - | Cap: P. Panico                                                        |
| 15-9-2010                                                             | Gubbio                                                                | Italia                                                                | 2 – 3                                                                 | Francia                                                               | Qual. Mondiali 2011 - Play-off                                        | Patrizia Panico Giulia Domenichetti                                                                              | Cap: P. Panico                                                        |
| 2-10-2010                                                             | Černihiv                                                              | Ucraina                                                               | 0 – 3                                                                 | Italia                                                                | Qual. Mondiali 2011 - Play-off                                        | Pamela Conti Patrizia Panico Carolina Pini                                                                       | Cap: P. Panico                                                        |
| 6-10-2010                                                             | Latina                                                                | Italia                                                                | 0 – 0                                                                 | Ucraina                                                               | Qual. Mondiali 2011 - Play-off                                        | - | Cap: P. Panico                                                        |
| 23-10-2010                                                            | Treviso                                                               | Italia                                                                | 1 – 0                                                                 | Svizzera                                                              | Qual. Mondiali 2011 - Play-off                                        | Alessia Tuttino                                                                                                  | Cap: P. Panico                                                        |
| 27-10-2010                                                            | Aarau                                                                 | Svizzera                                                              | 2 – 4                                                                 | Italia                                                                | Qual. Mondiali 2011 - Play-off                                        | Patrizia Panico 2 Elisa Camporese (1 rig.) Elisabetta Tona                                                       | Cap: P. Panico                                                        |
| 20-11-2010                                                            | Padova                                                                | Italia                                                                | 0 – 1                                                                 | Stati Uniti                                                           | Qual. Mondiali 2011 - Play-off UEFA-CONCACAF                          | - | Cap: P. Panico                                                        |
| 27-11-2010                                                            | Bridgeview                                                            | Stati Uniti                                                           | 1 – 0                                                                 | Italia                                                                | Qual. Mondiali 2011 - Play-off UEFA-CONCACAF                          | - | Cap: P. Panico                                                        |
| 2-3-2011                                                              | Larnaca                                                               | Inghilterra                                                           | 2 – 0                                                                 | Italia                                                                | Cyprus Cup 2011 - Girone                                              | - |                                                                       |
| 4-3-2011                                                              | Nicosia                                                               | Italia                                                                | 0 – 1                                                                 | Canada                                                                | Cyprus Cup 2011 - Girone                                              | - |                                                                       |
| 7-3-2011                                                              | Larnaca                                                               | Scozia                                                                | 0 – 0                                                                 | Italia                                                                | Cyprus Cup 2011 - Girone                                              | - |                                                                       |
| 9-3-2011                                                              | Larnaca                                                               | Russia                                                                | 0 – 2                                                                 | Italia                                                                | Cyprus Cup 2011 - 9º/10º posto                                        | Patrizia Panico Giulia Domenichetti                                                                              |                                                                       |
| 3-6-2011                                                              | Osnabrück                                                             | Germania                                                              | 2 – 0                                                                 | Italia                                                                | Amichevole                                                            | - |                                                                       |
| 17-9-2011                                                             | Sarajevo                                                              | Bosnia ed Erzegovina                                                  | 0 – 1                                                                 | Italia                                                                | Qual. Euro 2013                                                       | Alice Parisi (rig.)                                                                                              | Cap: P. Panico                                                        |
| 22-10-2011                                                            | Prilep                                                                | Macedonia                                                             | 0 – 9                                                                 | Italia                                                                | Qual. Euro 2013                                                       | 2 Pamela Conti 2 Elisa Camporese 2 Daniela Sabatino Alice Parisi Melania Gabbiadini                              | Cap: A. Tuttino                                                       |
| 26-10-2011                                                            | Treviso                                                               | Italia                                                                | 2 – 0                                                                 | Russia                                                                | Qual. Euro 2013                                                       | 2 Pamela Conti                                                                                                   | Cap: A. Tuttino                                                       |
| 19-11-2011                                                            | Pruszków                                                              | Polonia                                                               | 0 – 5                                                                 | Italia                                                                | Qual. Euro 2013                                                       | 3 Melania Gabbiadini Patrizia Panico Elisa Camporese                                                             | Cap: P. Panico                                                        |
| 23-11-2011                                                            | Trani                                                                 | Italia                                                                | 2 – 0                                                                 | Grecia                                                                | Qual. Euro 2013                                                       | Melania Gabbiadini Giulia Domenichetti                                                                           | Cap: P. Panico                                                        |
| 8-12-2011                                                             | San Paolo                                                             | Brasile                                                               | 5 – 1                                                                 | Italia                                                                | Torneio Internacional 2011 - Girone                                   | Elisabetta Tona                                                                                                  |                                                                       |
| 11-12-2011                                                            | San Paolo                                                             | Italia                                                                | 2 – 2                                                                 | Danimarca                                                             | Torneio Internacional 2011 - Girone                                   | Alice Parisi (rig.) Melania Gabbiadini                                                                           |                                                                       |
| 15-12-2011                                                            | San Paolo                                                             | Cile                                                                  | 0 – 6                                                                 | Italia                                                                | Torneio Internacional 2011 - Girone                                   | - |                                                                       |
| 18-12-2011                                                            | San Paolo                                                             | Italia                                                                | 3 – 2                                                                 | Cile                                                                  | Torneio Internacional 2011 - 3º/4º posto                              | - | 3º Posto                                                              |
| 28-2-2012                                                             | Larnaca                                                               | Paesi Bassi                                                           | 2 – 1                                                                 | Italia                                                                | Cyprus Cup 2012 - Girone                                              | Patrizia Panico                                                                                                  |                                                                       |
| 1-3-2012                                                              | Nicosia                                                               | Italia                                                                | 1 – 2                                                                 | Canada                                                                | Cyprus Cup 2012 - Girone                                              | Sandy Iannella                                                                                                   |                                                                       |
| 4-3-2012                                                              | Larnaca                                                               | Italia                                                                | 2 – 1                                                                 | Scozia                                                                | Cyprus Cup 2012 - Girone                                              | Alia Guagni Melania Gabbiadini                                                                                   |                                                                       |
| 6-3-2012                                                              | Paralimni                                                             | Inghilterra                                                           | 1 – 3                                                                 | Italia                                                                | Cyprus Cup 2012 - 3º/4º posto                                         | Patrizia Panico Pamela Conti Melania Gabbiadini                                                                  | 3º Posto                                                              |
| 31-3-2012                                                             | Ferrara                                                               | Italia                                                                | 4 – 0                                                                 | Bosnia ed Erzegovina                                                  | Qual. Euro 2013                                                       | 2 Patrizia Panico Elisa Camporese Pamela Conti                                                                   | Cap: P. Panico                                                        |
| 4-4-2012                                                              | Podol'sk                                                              | Russia                                                                | 0 – 2                                                                 | Italia                                                                | Qual. Euro 2013                                                       | 2 Patrizia Panico                                                                                                | Cap: P. Panico                                                        |
| Totale                                                                |                                                                       | Presenze                                                              | 94                                                                    |                                                                       | Reti                                                                  | 209 |                                                                       |

#### Panchine come commissario tecnico della nazionale maltese
| Cronologia completa delle presenze e delle reti in nazionale ― Malta | Cronologia completa delle presenze e delle reti in nazionale ― Malta | Cronologia completa delle presenze e delle reti in nazionale ― Malta | Cronologia completa delle presenze e delle reti in nazionale ― Malta | Cronologia completa delle presenze e delle reti in nazionale ― Malta | Cronologia completa delle presenze e delle reti in nazionale ― Malta | Cronologia completa delle presenze e delle reti in nazionale ― Malta | Cronologia completa delle presenze e delle reti in nazionale ― Malta |
| Data                                                                 | Città                                                                | In casa                                                              | Risultato                                                            | Ospiti                                                               | Competizione                                                         | Reti                                                                 | Note                                                                 |
| -------------------------------------------------------------------- | -------------------------------------------------------------------- | -------------------------------------------------------------------- | -------------------------------------------------------------------- | -------------------------------------------------------------------- | -------------------------------------------------------------------- | -------------------------------------------------------------------- | -------------------------------------------------------------------- |
| 5-11-1993                                                            | Tunisi                                                               | Egitto                                                               | 3 – 0                                                                | Malta                                                                | Amichevole                                                           | -                                                                    |                                                                      |
| 7-11-1993                                                            | Tunisi                                                               | Gabon                                                                | 1 – 2                                                                | Malta                                                                | Amichevole                                                           | -                                                                    |                                                                      |
| 17-11-1993                                                           | Attard                                                               | Malta                                                                | 0 – 2                                                                | Scozia                                                               | Qual. Mondiali 1994                                                  | -                                                                    |                                                                      |
| 8-2-1994                                                             | Attard                                                               | Malta                                                                | 1 – 1                                                                | Tunisia                                                              | Amichevole                                                           | -                                                                    |                                                                      |
| 10-2-1994                                                            | Attard                                                               | Malta                                                                | 0 – 1                                                                | Georgia                                                              | Amichevole                                                           | -                                                                    |                                                                      |
| 12-2-1994                                                            | Attard                                                               | Malta                                                                | 0 – 1                                                                | Slovenia                                                             | Amichevole                                                           | -                                                                    |                                                                      |
| 16-2-1994                                                            | Attard                                                               | Malta                                                                | 1 – 0                                                                | Belgio                                                               | Amichevole                                                           | -                                                                    |                                                                      |
| 30-3-1994                                                            | Attard                                                               | Malta                                                                | 1 – 2                                                                | Slovacchia                                                           | Amichevole                                                           | -                                                                    |                                                                      |
| 19-4-1994                                                            | Attard                                                               | Malta                                                                | 5 – 0                                                                | Azerbaigian                                                          | Amichevole                                                           | -                                                                    |                                                                      |
| 2-6-1994                                                             | Riga                                                                 | Lettonia                                                             | 2 – 0                                                                | Malta                                                                | Amichevole                                                           | -                                                                    |                                                                      |
| 16-7-1994                                                            | Erevan                                                               | Armenia                                                              | 1 – 0                                                                | Malta                                                                | Amichevole                                                           | -                                                                    |                                                                      |
| 19-7-1994                                                            | Tbilisi                                                              | Georgia                                                              | 1 – 1                                                                | Malta                                                                | Amichevole                                                           | -                                                                    |                                                                      |
| 16-8-1994                                                            | Bratislava                                                           | Slovacchia                                                           | 1 – 1                                                                | Malta                                                                | Amichevole                                                           | -                                                                    |                                                                      |
| 6-9-1994                                                             | Ostrava                                                              | Rep. Ceca                                                            | 6 – 1                                                                | Malta                                                                | Qual. Euro 1996                                                      | Kristian Laferla                                                     |                                                                      |
| 12-10-1994                                                           | Attard                                                               | Malta                                                                | 0 – 0                                                                | Rep. Ceca                                                            | Qual. Euro 1996                                                      | -                                                                    |                                                                      |
| 14-12-1994                                                           | Attard                                                               | Malta                                                                | 0 – 1                                                                | Norvegia                                                             | Qual. Euro 1996                                                      | -                                                                    |                                                                      |
| 22-2-1995                                                            | Attard                                                               | Malta                                                                | 0 – 1                                                                | Lussemburgo                                                          | Qual. Euro 1996                                                      | -                                                                    |                                                                      |
| 29-3-1995                                                            | Rotterdam                                                            | Paesi Bassi                                                          | 4 – 0                                                                | Malta                                                                | Qual. Euro 1996                                                      | -                                                                    |                                                                      |
| 26-4-1995                                                            | Minsk                                                                | Bielorussia                                                          | 1 – 1                                                                | Malta                                                                | Qual. Euro 1996                                                      | David Carabott                                                       |                                                                      |
| 7-6-1995                                                             | Oslo                                                                 | Norvegia                                                             | 2 – 0                                                                | Malta                                                                | Qual. Euro 1996                                                      | -                                                                    |                                                                      |
| 16-8-1995                                                            | Attard                                                               | Malta                                                                | 2 – 1                                                                | Albania                                                              | Amichevole                                                           | -                                                                    |                                                                      |
| 6-9-1995                                                             | Lussemburgo                                                          | Lussemburgo                                                          | 1 – 0                                                                | Malta                                                                | Qual. Euro 1996                                                      | -                                                                    |                                                                      |
| 11-10-1995                                                           | Attard                                                               | Malta                                                                | 0 – 4                                                                | Paesi Bassi                                                          | Qual. Euro 1996                                                      | -                                                                    |                                                                      |
| 12-11-1995                                                           | Attard                                                               | Malta                                                                | 0 – 2                                                                | Bielorussia                                                          | Qual. Euro 1996                                                      | -                                                                    |                                                                      |
| 2-6-2012                                                             | Lussemburgo                                                          | Lussemburgo                                                          | 0 – 2                                                                | Malta                                                                | Amichevole                                                           | 2 Michael Mifsud                                                     | Cap: M.Mifsud                                                        |
| 14-8-2012                                                            | Serravalle                                                           | San Marino                                                           | 2 – 3                                                                | Malta                                                                | Amichevole                                                           | 2 Michael Mifsud Andrei Agius                                        | Cap: M.Mifsud                                                        |
| 7-9-2012                                                             | Attard                                                               | Malta                                                                | 0 – 1                                                                | Armenia                                                              | Qual. Mondiali 2014                                                  | -                                                                    | Cap: M.Mifsud                                                        |
| 11-9-2012                                                            | Modena                                                               | Italia                                                               | 2 – 0                                                                | Malta                                                                | Qual. Mondiali 2014                                                  | -                                                                    | Cap: M.Mifsud                                                        |
| 12-10-2012                                                           | Plzeň                                                                | Rep. Ceca                                                            | 3 – 1                                                                | Malta                                                                | Qual. Mondiali 2014                                                  | Roderick Briffa                                                      | Cap: M.Mifsud                                                        |
| 14-11-2012                                                           | Vaduz                                                                | Liechtenstein                                                        | 0 – 1                                                                | Malta                                                                | Amichevole                                                           | Jonathan Caruana                                                     |                                                                      |
| 6-2-2013                                                             | Attard                                                               | Malta                                                                | 0 – 0                                                                | Irlanda del Nord                                                     | Amichevole                                                           | -                                                                    | Cap: M.Mifsud                                                        |
| 22-3-2013                                                            | Sofia                                                                | Bulgaria                                                             | 6 – 0                                                                | Malta                                                                | Qual. Mondiali 2014                                                  | -                                                                    | Cap: M.Mifsud                                                        |
| 26-3-2013                                                            | Attard                                                               | Malta                                                                | 0 – 2                                                                | Italia                                                               | Qual. Mondiali 2014                                                  | -                                                                    | Cap: M.Mifsud                                                        |
| 7-6-2013                                                             | Erevan                                                               | Armenia                                                              | 0 – 1                                                                | Malta                                                                | Qual. Mondiali 2014                                                  | Michael Mifsud                                                       | Cap: M.Mifsud                                                        |
| 14-8-2013                                                            | Baku                                                                 | Azerbaigian                                                          | 3 – 0                                                                | Malta                                                                | Amichevole                                                           | -                                                                    | Cap: M.Mifsud                                                        |
| 6-9-2013                                                             | Attard                                                               | Malta                                                                | 1 – 2                                                                | Danimarca                                                            | Qual. Mondiali 2014                                                  | Clayton Failla                                                       | Cap: M.Mifsud                                                        |
| 10-9-2013                                                            | Attard                                                               | Malta                                                                | 1 – 2                                                                | Bulgaria                                                             | Qual. Mondiali 2014                                                  | Edward Herrera                                                       | Cap: M.Mifsud                                                        |
| 11-10-2013                                                           | Attard                                                               | Malta                                                                | 1 – 4                                                                | Rep. Ceca                                                            | Qual. Mondiali 2014                                                  | Michael Mifsud                                                       | Cap: M.Mifsud                                                        |
| 15-10-2013                                                           | Copenaghen                                                           | Danimarca                                                            | 6 – 0                                                                | Malta                                                                | Qual. Mondiali 2014                                                  | -                                                                    | Cap: M.Mifsud                                                        |
| 19-11-2013                                                           | Attard                                                               | Malta                                                                | 3 – 2                                                                | Fær Øer                                                              | Amichevole                                                           | Ryan Fenech Michael Mifsud Jonathan Caruana                          | Cap: M.Mifsud                                                        |
| 5-3-2014                                                             | Durazzo                                                              | Albania                                                              | 2 – 0                                                                | Malta                                                                | Amichevole                                                           | -                                                                    | Cap: M.Mifsud                                                        |
| 4-6-2014                                                             | Loulé                                                                | Gibilterra                                                           | 1 – 0                                                                | Malta                                                                | Amichevole                                                           | -                                                                    | Cap: M.Mifsud                                                        |
| 4-9-2014                                                             | Žilina                                                               | Slovacchia                                                           | 1 – 0                                                                | Malta                                                                | Amichevole                                                           | -                                                                    | Cap: M.Mifsud                                                        |
| 9-9-2014                                                             | Zagabria                                                             | Croazia                                                              | 2 – 0                                                                | Malta                                                                | Qual. Euro 2016                                                      | -                                                                    | Cap: M.Mifsud                                                        |
| 10-10-2014                                                           | Attard                                                               | Malta                                                                | 0 – 3                                                                | Norvegia                                                             | Qual. Euro 2016                                                      | -                                                                    | Cap: M.Mifsud                                                        |
| 13-10-2014                                                           | Attard                                                               | Malta                                                                | 0 – 1                                                                | Italia                                                               | Qual. Euro 2016                                                      | -                                                                    | Cap: M.Mifsud                                                        |
| 16-11-2014                                                           | Sofia                                                                | Bulgaria                                                             | 1 – 1                                                                | Malta                                                                | Qual. Euro 2016                                                      | Clayton Failla                                                       | Cap: R.Briffa                                                        |
| 25-3-2015                                                            | Tbilisi                                                              | Georgia                                                              | 2 – 0                                                                | Malta                                                                | Amichevole                                                           | -                                                                    | Cap: A.Agius                                                         |
| 28-3-2015                                                            | Baku                                                                 | Azerbaigian                                                          | 2 – 0                                                                | Malta                                                                | Qual. Euro 2016                                                      | -                                                                    | Cap: R.Briffa                                                        |
| 8-6-2015                                                             | Attard                                                               | Malta                                                                | 2 – 0                                                                | Lituania                                                             | Amichevole                                                           | Paul Fenech Alfred Effiong                                           | Cap: R.Briffa                                                        |
| 12-6-2015                                                            | Attard                                                               | Malta                                                                | 0 – 1                                                                | Bulgaria                                                             | Qual. Euro 2016                                                      | -                                                                    | Cap: M.Mifsud                                                        |
| 3-9-2015                                                             | Firenze                                                              | Italia                                                               | 1 – 0                                                                | Malta                                                                | Qual. Euro 2016                                                      | -                                                                    | Cap: R.Briffa                                                        |
| 6-9-2015                                                             | Attard                                                               | Malta                                                                | 2 – 2                                                                | Azerbaigian                                                          | Qual. Euro 2016                                                      | Michael Mifsud Alfred Effiong                                        | Cap: M.Mifsud                                                        |
| 10-10-2015                                                           | Oslo                                                                 | Norvegia                                                             | 2 – 0                                                                | Malta                                                                | Qual. Euro 2016                                                      | -                                                                    | Cap: R.Briffa                                                        |
| 13-10-2015                                                           | Attard                                                               | Malta                                                                | 0 – 1                                                                | Croazia                                                              | Qual. Euro 2016                                                      | -                                                                    | Cap: R.Briffa                                                        |
| 11-11-2015                                                           | Istanbul                                                             | Giordania                                                            | 2 – 0                                                                | Malta                                                                | Amichevole                                                           | -                                                                    | Cap: R.Briffa                                                        |
| 24-3-2016                                                            | Attard                                                               | Malta                                                                | 0 – 0                                                                | Moldavia                                                             | Amichevole                                                           | -                                                                    | Cap: A.Agius                                                         |
| 27-5-2016                                                            | Kufstein                                                             | Rep. Ceca                                                            | 6 – 0                                                                | Malta                                                                | Amichevole                                                           | -                                                                    | Cap: R.Briffa                                                        |
| 31-5-2016                                                            | Klagenfurt am Wörthersee                                             | Austria                                                              | 2 – 1                                                                | Malta                                                                | Amichevole                                                           | autorete                                                             | Cap: R.Briffa                                                        |
| 31-8-2016                                                            | Pärnu                                                                | Estonia                                                              | 1 – 1                                                                | Malta                                                                | Amichevole                                                           | Alfred Effiong                                                       | Cap: J.Zerafa                                                        |
| 4-9-2016                                                             | Attard                                                               | Malta                                                                | 1 – 5                                                                | Scozia                                                               | Qual. Mondiali 2018                                                  | Alfred Effiong                                                       | Cap: J.Zerafa                                                        |
| 8-10-2016                                                            | Londra                                                               | Inghilterra                                                          | 2 – 0                                                                | Malta                                                                | Qual. Mondiali 2018                                                  | -                                                                    | Cap: A.Schembri                                                      |
| 11-10-2016                                                           | Vilnius                                                              | Lituania                                                             | 2 – 0                                                                | Malta                                                                | Qual. Mondiali 2018                                                  | -                                                                    | Cap: M.Mifsud                                                        |
| 11-11-2016                                                           | Attard                                                               | Malta                                                                | 0 – 1                                                                | Slovenia                                                             | Qual. Mondiali 2018                                                  | -                                                                    | Cap: M.Mifsud                                                        |
| 15-11-2016                                                           | Attard                                                               | Malta                                                                | 0 – 2                                                                | Islanda                                                              | Amichevole                                                           | -                                                                    | Cap: A.Schembri                                                      |
| 26-3-2017                                                            | Attard                                                               | Malta                                                                | 1 – 3                                                                | Slovacchia                                                           | Qual. Mondiali 2018                                                  | Jean Paul Farrugia                                                   | Cap: G.Sciberras                                                     |
| 6-6-2017                                                             | Graz                                                                 | Malta                                                                | 1 – 0                                                                | Ucraina                                                              | Amichevole                                                           | Zach Muscat                                                          | Cap: A.Schembri                                                      |
| 10-6-2017                                                            | Lubiana                                                              | Slovenia                                                             | 2 – 0                                                                | Malta                                                                | Qual. Mondiali 2018                                                  | -                                                                    | Cap: A.Schembri                                                      |
| 1-9-2017                                                             | Attard                                                               | Malta                                                                | 0 – 4                                                                | Inghilterra                                                          | Qual. Mondiali 2018                                                  | -                                                                    | Cap: A.Schembri                                                      |
| 4-9-2017                                                             | Glasgow                                                              | Scozia                                                               | 2 – 0                                                                | Malta                                                                | Qual. Mondiali 2018                                                  | -                                                                    | Cap: A.Schembri                                                      |
| 5-10-2017                                                            | Attard                                                               | Malta                                                                | 1 – 1                                                                | Lituania                                                             | Qual. Mondiali 2018                                                  | Andrei Agius                                                         | Cap: A.Schembri                                                      |
| 8-10-2017                                                            | Trnava                                                               | Slovacchia                                                           | 3 – 0                                                                | Malta                                                                | Qual. Mondiali 2018                                                  | -                                                                    | Cap: A.Schembri                                                      |
| Totale                                                               |                                                                      | Presenze                                                             | 77                                                                   |                                                                      | Reti                                                                 |                                                                      |                                                                      |

## Palmarès

### Giocatore
- Campionato italiano Serie C2: 1

Siena: 1984-1985